# فتح‌آباد (تفت)
فتح‌آباد روستایی در دهستان کهدوئیه بخش گاریزات شهرستان تفت استان یزد ایران است.

## جمعیت
بر پایه سرشماری عمومی نفوس و مسکن در سال ۱۳۹۵ جمعیت این روستا ۳۱ نفر (۱۳خانوار) بوده‌است.